# Rohozec, Brno-venkov
Rohozec là một làng thuộc huyện Brno-venkov, vùng Jihomoravský, Cộng hòa Séc.